# Ronald Baroni
Ronald Pablo Baroni (Lima, 8 de abril de 1968) é um ex-futebolista peruano que atuava como atacante.

## Carreira
Ronald Baroni integrou a Seleção Peruana de Futebol na Copa América de 1995.